# Ярош Сергій Петрович
Сергі́й Петро́вич Я́рош — полковник ЗСУ, заслужений працівник освіти України (2019), доктор військових наук, професор.

### Серед робіт
- «Особливості застосування підрозділів зенітних ракетних військ у ситуації ескалації воєнного конфлікту на території держави: навчальний посібник», 2015, співавтори Волювач Сергій Анатолійович, Воронін Віктор Валерійович, Єрмошин Михайло Олександрович, Ряполов Євген Іванович
- «Бойове застосування високоточних засобів пораження і особливості боротьби з ними», 2016, співавтори Єрмошин Михайло Олександрович, Коломійцев Олексій Володимирович, Смірнов Євген Борисович, Ткаченко Віктор Іванович, Шулежко Василь Володимирович, Ряполов Євген Іванович
- «Порядок застосування процедур і стандартів NATO в ході оформлення бойових графічних документів у штабах частин і підрозділів зенітних ракетних військ Повітряних Сил Збройних Сил України», 2019, співавтори Закутін Костянтин Валерійович, Резніченко Олександр Анатолійович, Рябуха Борис Миколайович, Ряполов Євген Іванович.

## Нагороди та вшанування
- Указом Президента України № 878/2019 від 4 грудня 2019 року за «особисті заслуги у зміцненні обороноздатності Української держави, мужність і самовіддані дії, виявлені у захисті державного суверенітету та територіальної цілісності України, зразкове виконання військового обов'язку» відзначений званням Заслужений працівник освіти України[1].